# Бреј ле Сек
Бреј ле Сек (фр. Breuil-le-Sec) је насељено место у Француској у региону Пикардија, у департману Оаза.
По подацима из 2011. године у општини је живело 2429 становника, а густина насељености је износила 273,23 становника/km².

## Демографија
| 1962. | 1968. | 1975. | 1982. | 1990. | 2011. |
| ----- | ----- | ----- | ----- | ----- | ----- |
| 2.168 | 2.200 | 2.321 | 2.421 | 2.416 | 2.429 |